# Deutscher Pflegerat
Der Deutsche Pflegerat (DPR) ist eine deutschlandweite Arbeitsgemeinschaft, die in Form eines eingetragenen Vereins organisiert ist und sich seit 1998 im Themenbereich der Pflege engagiert. Der DPR sieht sich als Dachverband der bedeutendsten Berufsverbände des Pflege- und Hebammenwesens in Deutschland und versteht sich als Partner der Spitzenorganisationen der Selbstverwaltung im Gesundheitswesen. Der Anspruch des DPR, hierbei für alle Pflegenden zu sprechen, wird kritisch gesehen.

## Struktur
Der DPR wird von einem Präsidium vertreten, welches alle vier Jahre von einer Ratsversammlung gewählt wird.
Am 14. Mai 2025 wurde ein neues Präsidium des Deutschen Pflegerats gewählt:
Präsidentin
- Christine Vogler (im Amt bestätigt)

Vizepräsidentinnen
- Jana Luntz
- Pascale Hilberger-Kirlum

Weitere Präsidiumsmitglieder
- Inge Eberl
- Kathrina Edenharter
- Silke Ludowisy-Dehl
- Maria Kortgen

Das vorherige Präsidium des DPR bestand aus Christine Vogler (Präsidentin), Irene Maier (Vizepräsidentin), Annemarie Fajardo (Vizepräsidentin), Christel Bienstein, Ulrike Döring, Jana Lutz, Birgit Pätzmann-Sietas.

## Geschichte
Der Deutsche Pflegerat (DPR) wurde 1998 gegründet, um mit einer gemeinsamen Stimme für die Interessen der professionell Pflegenden in Deutschland einzutreten. Zunächst gehörten ihm fünf Verbände an. In den folgenden Jahren stieg die Zahl der Mitgliedsverbände an, und das Hebammenwesen wurde mit einbezogen.
Bereits früh etablierte sich der DPR als Ansprechpartner für Akteure im Gesundheitswesen. Er wirkt unter anderem in Arbeitsgruppen des Bundesgesundheitsministeriums, der Gesundheitsministerkonferenz, der Bundesärztekammer und im Gemeinsamen Bundesausschuss mit. Zudem wurde er in Gremien der Qualitätssicherung berufen.
Im Jahr 2014 initiierte der DPR den Deutschen Pflegetag, der sich seitdem zur führenden Pflegeveranstaltung in Deutschland entwickelt hat. Er bietet eine Plattform für den Austausch zwischen Experten, Entscheidungsträgern und Multiplikatoren aus Politik, Wirtschaft und Pflege.
Seit 1999 verleiht der DPR den Deutschen Pflegepreis an Persönlichkeiten oder Institutionen, die sich durch ihr Wirken um die Pflege und das Hebammenwesen in Deutschland besonders verdient gemacht haben. Der Preis ist die höchste nationale Auszeichnung in der Pflege.
Heute vertritt der DPR die Interessen von rund 1,2 Millionen Beschäftigten in der Pflege und ist ein anerkannter Akteur im deutschen Gesundheitswesen. Er fördert die berufliche Selbstverwaltung und setzt sich für die Verbesserung der Bildungs- und Karrierechancen sowie der Arbeits- und Rahmenbedingungen in der Pflege und im Hebammenwesen ein.

### Tätigkeiten und Ziele
Sitz des Vereins ist Berlin. Hier befindet sich auch die Geschäftsstelle, die von Ute Haas geleitet wird. Mit dem Grundsatzprogramm Der DPR ist die Stimme der Profession Pflege in Politik und Gesellschaft! legt der DPR Leitlinien für das Handeln seiner Mitgliedsverbände fest.
Der DPR zielt dabei ab auf:
- Koordination und Durchsetzung der politischen Positionen der Mitgliedsverbände (insbesondere durch Stellungnahmen und Beratungen der Bundesministerien)
- Förderung einer beruflichen Selbstverwaltung (z. B. in Form einer Pflegekammer)
- Förderung von Qualitätsentwicklung und -sicherung
- Förderung der Pflegewissenschaften

### Gremien und Fachgruppen
Innerhalb des DPR gibt es verschiedenen Expertengremien, die detaillierte Stellungnahme erarbeiten und politische Prozesse eng begleiten.
Fachkommission zur Pflegepersonalbedarfsermittlung in Krankenhäusern – DPR Fachkommission Pflegepersonalbemessungsinstrument (PBMI)
- Irene Maier, Leitung aus dem Präsidium
- Sandra Mehmecke, Wissenschaftliche Leitung
- Franziska Berghoff
- Ingo Böing
- Madlen Fiebig
- Johanna Gossens
- Carsten Hermes (DGIIN)
- Dirk Hunstein
- Jessica Kappes
- Birgit Pätzmann-Sietas
- Roland Poljak

Fachkommission „Zukunft der Langzeitpflege“
- Silke Bichel (Deutsche Gesellschaft für Endoskopiefachberufe)
- Brigitte Bührlen (Wir! Stiftung pflegender Angehöriger)
- Jürgen Drebes (Deutscher Berufsverband für Pflegeberufe – DBfK)
- Annemarie Fajardo (Leitung; Deutscher Pflegerat)
- Manuel Gaul (Schwesternschaft Marburg)
- Veronika Gerber (Initiative Chronische Wunden)
- Sebastian Holtmann (Bundesverband Geriatrie)
- Anja Posevsky (Deutscher Pflegeverband)
- Veronika Schaper (Deutsche Gesellschaft für Hauswirtschaft)
- Cindy Steinhöfel (Deutscher Pflegerat)

AG Hauswirtschaft
Fachkommission Digitalisierung des Deutschen Pflegerats
Expertenrat „Pflegewissenschaft/Hebammenwissenschaft und Pandemie“ des Deutschen Pflegerats (DPR)
- Nicola Bauer (hsg Bochum)
- Katrin Balzer (Universität zu Lübeck)
- Christa Büker (FH Bielefeld)
- Martin Dichter (Universität zu Köln)
- Astrid Elsbernd (Hochschule Esslingen)
- Thomas Fischer (Evangelische Hochschule Dresden); Leitung des Gremiums
- Uta Gaidys (HAW Hamburg)
- Margareta Halek (Universität Witten/Herdecke)
- Daniela Holle (hsg Bochum)
- Annegret Horbach (Frankfurt University of Applied Sciences)
- Annett Horn (Fachhochschule Münster)
- Andreas Kocks (Universitätsklinikum Bonn)
- Kirsten Kopke (Hochschule Hannover)
- Tobias Mai (Universitätsklinikum Frankfurt)
- Melanie Messer (Universität Trier)
- Gabriele Meyer (Universitätsklinikum Halle/Saale)
- Günter Meyer (Ostfalia Hochschule)
- Peter Nydahl (Universitätsklinikum Schleswig-Holstein)
- Anna-Henrikje Seidlein (Universität Greifswald)

## Mitgliedsverbände
Der Deutsche Pflegerat ist der Dachverband von 22 Berufs- und Interessenverbänden des Pflege- und Hebammenwesens in Deutschland.
Zu den Mitgliedsverbänden gehören:
- AnbieterVerband qualitätsorientierter Gesundheitspflegeeinrichtungen e.V.
- Arbeitsgemeinschaft christlicher Schwesternverbände und Pflegeorganisationen in Deutschland e.V.
- Berufsverband Kinderkrankenpflege Deutschland e.V.
- Bundes-Dekanekonferenz Pflegewissenschaft gem. e.V.
- Bundesfachvereinigung Leitender Krankenpflegepersonen der Psychiatrie e.V.
- Bundesverband Geriatrie e.V.
- Bundesverband Lehrende Gesundheits- und Sozialberufe e.V.
- Bundesverband Pflegemanagement e.V.
- Deutsche Fachgesellschaft Psychiatrische Pflege e.V.
- Deutsche Gesellschaft für Endoskopiefachberufe e.V.
- Deutsche Gesellschaft für Fachkrankenpflege und Funktionsdienste e.V.
- Deutsche Gesellschaft für Palliativmedizin
- Deutsche Gesellschaft für Pflegewissenschaft
- Deutscher Berufsverband für Pflegeberufe e.V.
- Deutscher Hebammenverband e.V.
- Deutscher Pflegeverband e.V.
- Deutsches Netzwerk Advanced Practice Nursing & Advanced Nursing Practice (DNAPN) e.V.
- Initiative Chronische Wunden e.V.
- Katholischer Pflegeverband e.V.
- Verband der Pflegedirektorinnen und Pflegedirektoren der Universitätskliniken und Medizinischen Hochschulen Deutschlands e.V.
- Verband der Schwesternschaften vom DRK e.V.
- Verband für Anthroposophische Pflege e.V.